# 東芝の労働事件
本項では東芝の労働事件について述べる。

## 概要

### 過去の労働事件
東芝やその関連会社に勤める社員の過労死認定等の労働事件は以前から存在していた。
1965年社長となった土光敏夫は「社員諸君にはこれから3倍働いてもらう。役員は10倍働け。俺はそれ以上に働く」と宣言し、労働運動への締め付けを強めた。1969年には、日本共産党党員及び同調者を排除するための非公然組織「扇会」が社内に作られたとされ、社内の「問題者」を監視。土光退任後の1974年に全国組織となり、労働運動、思想に対する弾圧を行った。また、労働組合の骨抜きを図るべく、組合にも扇会の会員が送り込まれた。電機連合委員長、連合副会長を歴任した鈴木勝利も、扇会の会員であったという。
1981年には東芝府中事業所（府中工場）材料加工部製缶課で上司が社員に対して頻繁に始末書・反省書提出を強要、課員全員による無視（職場八分）するなどのいじめが行われた。社員は精神的に追い詰められ、7月には病院に運ばれ、2週間の欠勤を余儀なくされた。会社は欠勤分の給与をカット。被害にあった社員は1982年、会社と上司を相手取って賃金と慰謝料の支払いを求める民事訴訟（東芝府中人権裁判）を起こした。1990年2月1日、東京地方裁判所八王子支部は賃金と慰謝料の支払いを命じる判決を下した。会社は即日控訴したが、控訴審で扇会の内部資料が証拠提出されるなどし、1992年9月22日控訴を取り下げ。社員勝訴の1審判決が確定した。

### 近年の労働事件

#### 過労による労災認定が頻発
2008年、長時間労働など業務上のストレスで男性技術社員が自殺した事件において、労基署は、妻が詳細に記録していた男性の出勤時間や帰宅時間などを考慮し、1ヵ月あたり100時間前後の時間外労働が続いていたと認定し、労災を認めた（2008年4月）。この事件では、東芝側は「タイムカードの保存期間が経過した」などとして、労働時間記録の提出を行なわず、遺族に対して非協力的な態度を取っている。
2009年では、東芝子会社「東芝電機サービス」に勤務する男性技術者が出張先で死亡した事件において、当該社員の死亡は過労死だったとして労災が認定されている（2月）。
さらに、2009年には、東京地裁によって東芝の元女性社員の労災認定がなされている（09年5月）。

#### 東芝うつ病事件
東芝がうつ病で休職していた元女性社員を解雇したが、解雇された元社員が業務による労災であるとして、2004年11月に解雇の無効と慰謝料の請求を求めて起こした裁判。この元社員の職場では、半年間に同僚が2名自殺している。東京地裁は「原告が平成13年4月にうつ病を発症し，同年8月ころまでに症状が増悪していったのは，被告が，原告の業務の遂行に伴う疲労や心理的負荷等が過度に蓄積して心身の健康を損なうことがないような配慮をしない債務不履行によるものであるということができる。」とし、元社員の業務が相当に過重であり、業務以外に鬱病を発症させる原因は無く、また東芝に安全配慮義務違反があるとして、当該解雇の無効と、東芝に対し未払い賃金や慰謝料等の支払いを命じた（2008年5月）。この事件においては、東芝は、会社ぐるみで口裏を合わせる等、原告の業務内容を隠ぺい工作したり地裁判決後、東芝広報室が「主張が認められず、大変遺憾。控訴の手続きを取った」と発表したりと、徹底的に争う姿勢を見せた。また、原告のホームページによると、当時東芝の寮に住んでいた原告に対し組織ぐるみの嫌がらせも行われた。
控訴審中の2009年5月に、この元社員は国に労災認定されたが、労災認定された後も、東芝は、「業務上に当たらない」と書かれた東芝の産業医の意見書を提出し、徹底抗戦を続けた。しかし、東京高裁も業務とうつ病の因果関係を認め解雇を無効とし、東芝は再び敗訴した。
一方、高裁判決において、原告が精神的健康に関する情報を東芝に申告しなかったことをもって過失相殺がなされたため、原告はこれを不服とし、最高裁に上告した。最高裁は、労働者が過重な業務によって鬱病を発症し増悪させた場合において，使用者の安全配慮義務違反等を理由とする損害賠償の額を定めるに当たり，当該労働者が自らの精神的健康に関する情報を申告しなかったことをもって過失相殺をすることができないとし、二審判決を破棄、審理を東京高裁に差し戻し、原告の全面勝訴が確定している（最高裁判決平成26年3月24日第2小法廷）。
この事件は、企業のメンタルヘルス対策に与える影響が非常に大きい事件とされて注目されている。

#### 昇給差別事件
東芝においては、職場の要求実現を求める労働者を排除し昇進昇格差別を行なってきたことが問題になったが、県労委だけでなく中央労働委員会も「組合に対する支配介入」と認定し東芝に是正を命じたため、2008年4月、全面和解に至った。

#### ユニオンショップ労働組合脱退事件
社外の労働組合に加入している東芝社員に対してユニオンショップでも会社労組脱退認めた事件もあり、当該事件は、最高裁判決ということもあり、労働法上、重要な意義を持つ。

#### その他の労災事件
工場での死亡事故もマスコミに報道されている。2011年2月には、東芝工場において、作業員1人が蒸気タービンの部品の下敷きになり、死亡する事件も起きている。